# Setrill

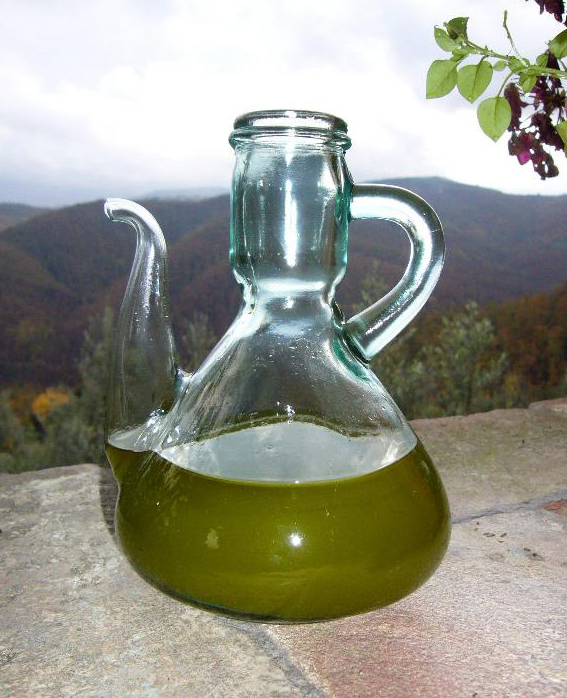
Setrill

Un setrill, també anomenat oliera i olier, és un recipient destinat a contenir i servir oli. És una petita ampolla de fons pla amb un coll estret. Els setrills sovint tenen un llavi integral o broc, i també poden tenir una nansa. A diferència d'una garrafa petita, un setrill sol tenir algun tipus de tap o tapa. Es poden fer setrills de diversos materials, de vidre, de ceràmica, d'acer inoxidable, etc..
El model més popular té una nansa i dos brocs, un broc gruixut per omplir-lo i un broc prim per amanir. El broc gros pot anar protegit amb un tap de suro amb un petit trau o canaló per deixar passar l'aire; així s'evita la formació del buit en el moment de servir.

## Ús

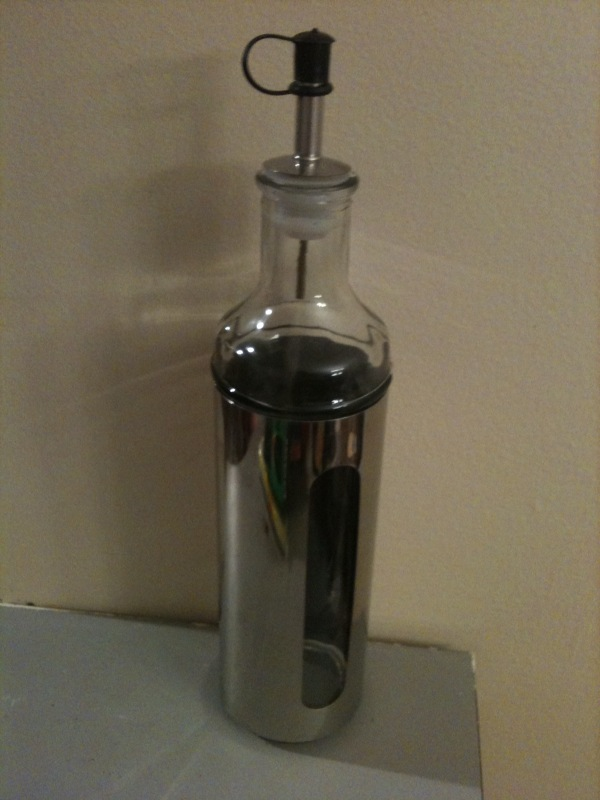
Un setrill dissenyat per servir el vinagre a taula

Avui dia el setrill sol tenir una funció culinària, com contenidor de condiments líquids com ara l'oli d'oliva o el vinagre. Sovint tenen un filtre incorporat per filtrar el líquid, de manera que el vinagre que conté herbes i altres ingredients sòlids quedi clar i lliure d'entrebancs en abocar-lo al plat. Els setrills també serveixen com gerres per al suc de llimona, suc d'all, i altres olis de gourmet. També s'utilitzen per a servir el vi i l'aigua en una missa catòlica.

## Història
Hi ha registrat l'exemple de l'ús primerenc d'un "vas d'oli", (una gerra o recipient per contenir líquids) a la Bíblia (I Llibre dels Reis 17:16). Encara avui dia es conserven alguns setrills que daten de l'època medieval, que eren d'ús religiós, el seu ús culinari el trobem referenciat al segle xvii, un setrill d'oli d'oliva i un altre de vinagre. L'ús de setrilleres d'oli i vinagre estava estès per tot el sud d'Europa, on l'oli i el vinagre sempre han sigut d'ús corrent, fins al punt que les setrilleres d'oli i vinagre encara es troben a les taules del sud d'Europa ben vives als nostres dies.

## Tipus

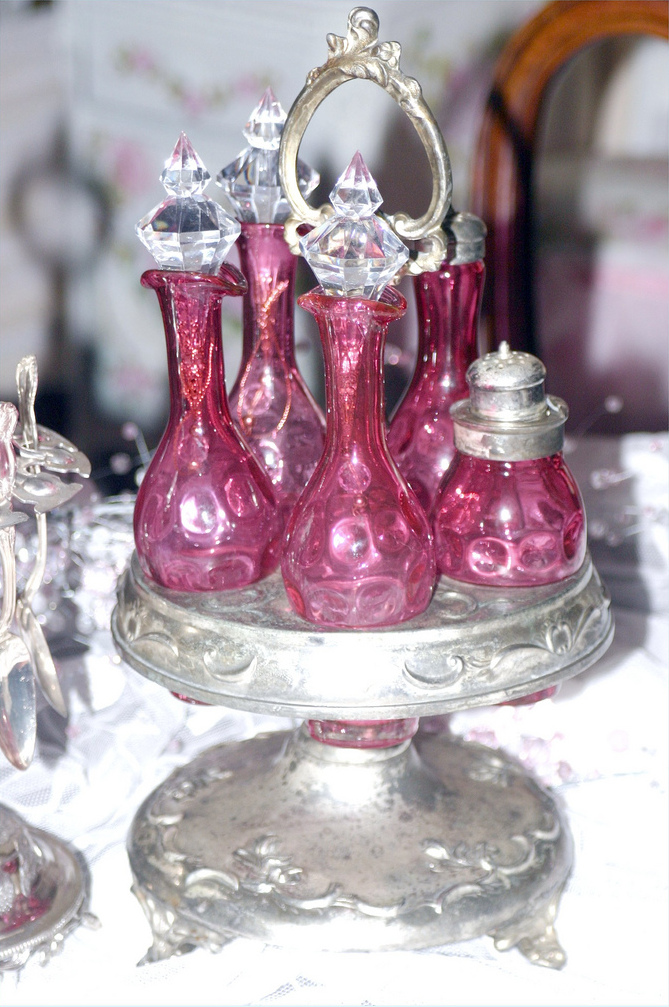
Conjunt setrills en un suport, època victoriana

La gamma de setrills va des de simples gerres als altament decoratius de cristall tallat. Alguns setrills són inusuals, i poden ser o bé ornamentals o bé funcionals. Es poden classificar en diferents tipus:
- Setrill de taula
- Setrill de cuina
- Setrill antidegoteig
- Setrill greixador
- Setrill de missa o canadella. Durant alguns cerimònies religioses cristianes, setrills s'utilitzen per amagatzemar el vi i l'aigua per l'eucaristia. Aquests setrills es fan generalment de vidre, encara que algunes vegades estan fets de metalls preciosos com l'or o la plata. Típicament, cada setrill també es pot combinar amb una "phoedelia" (o "tapa"), sovint en forma de creu, que protegeix el contingut. Els setrills específicament destinats a les cerimònies religioses venen en parelles: un per contenir l'aigua, de vegades marcat amb una A  per  Aqua, i un altre per contenir vi, marcat amb una  V  per  Vinum . (Ambdós líquids es barregen durant la cerimònia.)